# Air Kelinsar
Air Kelinsar is een bestuurslaag in het regentschap Empat Lawang van de provincie Zuid-Sumatra, Indonesië. Air Kelinsar telt 2431 inwoners (volkstelling 2010).